# نيزك أنسيشيم
نيزك إنسايشايم أو حادثة سقوط النيزك في فرنسا عام 1492، هو حدث سقوط جسم صخري ضخم من السماء يوم 7 نوفمبر 1492م في حقل قمح خارج أسوار بلدة أنسيشيم في الألزاس، كانت جزء من النمسا (الآن فرنسا). لا يزال الآن من الممكن رؤية النيزك في متحف «Musée de la Régence» في بلدة أنسيشيم الذي يعود إلى القرن السادس عشر.
النيزك هو LL6 كوندريت العادية، ويزن 127 كيلوغرام (280 رطل)، تم وصفه بأنه مثلثي الشكل، وخلق 1 متر (3 قدم 3 بوصة) حفرة عميقة عند الاصطدام.

## معلومات

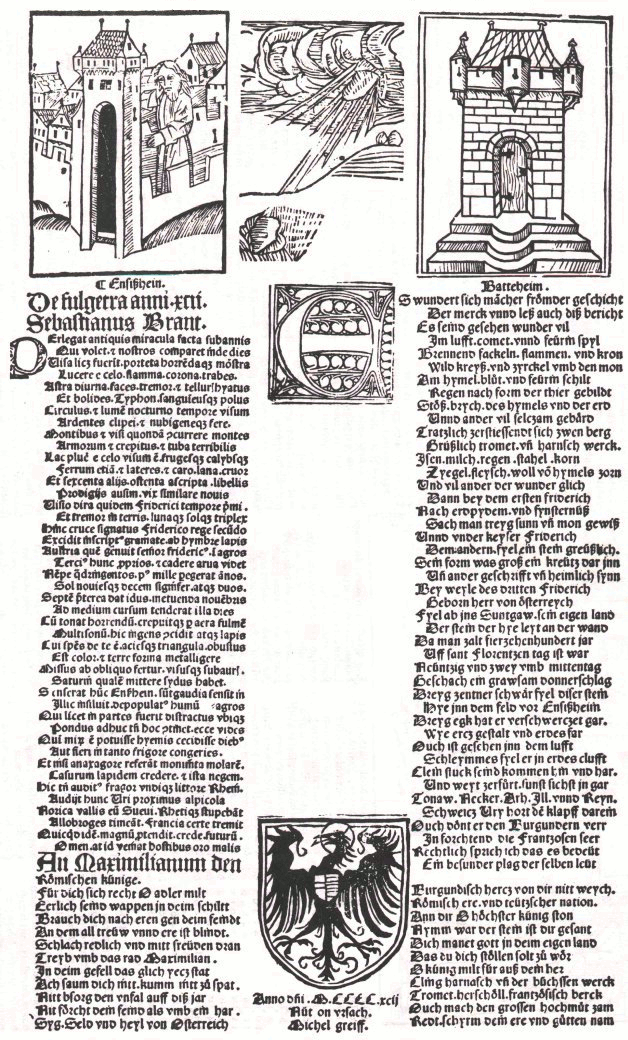
نسخة من نص برانت الأصلي مع صورة منمنمة لسقوط حجر نيزيشيم.